# مسمر (فیلم)
«مسمر» (انگلیسی: Mesmer (film)) فیلمی در ژانر زندگینامه‌ای و درام به کارگردانی راجر اسپاتیس‌وود است که در سال ۱۹۹۴ منتشر شد. از بازیگران آن می‌توان به آلن ریکمن و سایمن مک‌برنی اشاره کرد.